# Cadel Evans Great Ocean Road Race 2019
Cadel Evans Great Ocean Road Race 2019 var den 5. udgave af cykelløbet Cadel Evans Great Ocean Road Race. Det var det andet arrangement på UCI's World Tour-kalender i 2019 og blev arrangeret 27. januar 2019. Løbet blev vundet af italienske Elia Viviani fra Deceuninck-Quick Step.

## Hold og ryttere
| UCI WorldTeams (15)- AG2R La Mondiale - EF Education First - Astana - Bora-hansgrohe - Lotto Soudal - Mitchelton-Scott - Deceuninck-Quick Step - Dimension Data - CCC Team - Katusha-Alpecin - Team Jumbo-Visma - Sky - Team Sunweb - Trek-Segafredo - UAE Team Emirates Landshold med navnesponsor- Korda Mentha Real Estate Australia |
| |

### Danske ryttere
- Lars Bak kørte for Dimension Data
- Michael Valgren kørte for Dimension Data
- Michael Mørkøv kørte for Deceuninck-Quick Step
- Mikkel Frølich Honoré kørte for Deceuninck-Quick Step
- Jonas Gregaard kørte for Astana Pro Team

## Resultater
| \| Samlede stilling \| Samlede stilling \| Samlede stilling \| Samlede stilling \| Samlede stilling \| \| Rytter \| Rytter \| Hold \| Tid \| \| \| ---------------- \| ----------------- \| --------------------- \| ---------------- \| ---------------- \| \| 1. \| Elia Viviani \| Deceuninck-Quick Step \| 3t 54' 35" \| \| \| 2. \| Caleb Ewan \| Lotto-Soudal \| + 0" \| \| \| 3. \| Daryl Impey \| Mitchelton-Scott \| + 0" \| \| \| 4. \| Ryan Gibbons \| Dimension Data \| + 0" \| \| \| 5. \| Jens Debusschere \| Katusha-Alpecin \| + 0" \| \| \| 6. \| Luke Rowe \| Team Sky \| + 0" \| \| \| 7. \| Michael Mørkøv \| Deceuninck-Quick Step \| + 0" \| \| \| 8. \| Jay McCarthy \| Bora-Hansgrohe \| + 0" \| \| \| 9. \| Owain Doull \| Team Sky \| + 0" \| \| \| 10. \| Luis León Sánchez \| Astana \| + 0" \| \| |                   |                       |            |
| |                   |                       |            |
| Kilde: ProCyclingStats |                   |                       |            |
| Samlede stilling |                   |                       |            |
| Rytter | Rytter            | Hold                  | Tid        |
| 1. | Elia Viviani      | Deceuninck-Quick Step | 3t 54' 35" |
| 2. | Caleb Ewan        | Lotto-Soudal          | + 0"       |
| 3. | Daryl Impey       | Mitchelton-Scott      | + 0"       |
| 4. | Ryan Gibbons      | Dimension Data        | + 0"       |
| 5. | Jens Debusschere  | Katusha-Alpecin       | + 0"       |
| 6. | Luke Rowe         | Team Sky              | + 0"       |
| 7. | Michael Mørkøv    | Deceuninck-Quick Step | + 0"       |
| 8. | Jay McCarthy      | Bora-Hansgrohe        | + 0"       |
| 9. | Owain Doull       | Team Sky              | + 0"       |
| 10. | Luis León Sánchez | Astana                | + 0"       |

## Startliste
| Bora-Hansgrohe BOH | Bora-Hansgrohe BOH        | Bora-Hansgrohe BOH |
| ------------------ | ------------------------- | ------------------ |
| Nr.                | Rytter                    | Placering          |
| 1                  | Jay McCarthy (AUS)        | 8.                 |
| 2                  | Maciej Bodnar (POL)       | 95.                |
| 3                  | Oscar Gatto (ITA)         | 96.                |
| 4                  | Gregor Mühlberger (AUT)   | DNF                |
| 5                  | Daniel Oss (ITA)          | 40.                |
| 6                  | Lukas Pöstlberger (AUT)   | 94.                |
| 7                  | Michael Schwarzmann (GER) | DNF                |

| Deceuninck-Quick Step DQT | Deceuninck-Quick Step DQT | Deceuninck-Quick Step DQT |
| ------------------------- | ------------------------- | ------------------------- |
| Nr.                       | Rytter                    | Placering                 |
| 11                        | Elia Viviani (ITA)        | 1.                        |
| 12                        | Rémi Cavagna (FRA)        | 34.                       |
| 13                        | Dries Devenyns (BEL)      | 41.                       |
| 14                        | Mikkel Honoré (DEN)       | 80.                       |
| 15                        | James Knox (GBR)          | 63.                       |
| 16                        | Michael Mørkøv (DEN)      | 7.                        |
| 17                        | Fabio Sabatini (ITA)      | 86.                       |

| Team Sky SKY | Team Sky SKY           | Team Sky SKY |
| ------------ | ---------------------- | ------------ |
| Nr.          | Rytter                 | Placering    |
| 21           | Wout Poels (NED)       | 17.          |
| 22           | Owain Doull (GBR)      | 9.           |
| 23           | Kenny Elissonde (FRA)  | 14.          |
| 24           | Christian Knees (GER)  | 50.          |
| 25           | Luke Rowe (GBR)        | 6.           |
| 26           | Pavel Sivakov (RUS)    | 36.          |
| 27           | Dylan van Baarle (NED) | 42.          |

| CCC Team CPT | CCC Team CPT             | CCC Team CPT |
| ------------ | ------------------------ | ------------ |
| Nr.          | Rytter                   | Placering    |
| 32           | Víctor de la Parte (ESP) | 65.          |
| 33           | Jakub Mareczko (ITA)     | 91.          |
| 34           | Łukasz Owsian (POL)      | 47.          |
| 35           | Joey Rosskopf (USA)      | 24.          |
| 36           | Francisco Ventoso (ESP)  | 49.          |
| 37           | Szymon Sajnok (POL)      | 48.          |

| Mitchelton-Scott MTS | Mitchelton-Scott MTS      | Mitchelton-Scott MTS |
| -------------------- | ------------------------- | -------------------- |
| Nr.                  | Rytter                    | Placering            |
| 41                   | Daryl Impey (RSA)         | 3.                   |
| 42                   | Sam Bewley (NZL)          | DNF                  |
| 43                   | Luke Durbridge (AUS)      | 75.                  |
| 44                   | Alexander Edmondson (AUS) | 38.                  |
| 45                   | Dion Smith (NZL)          | 37.                  |
| 46                   | Lucas Hamilton (AUS)      | 33.                  |
| 47                   | Robert Stannard (AUS)     | 74.                  |

| Astana AST | Astana AST              | Astana AST |
| ---------- | ----------------------- | ---------- |
| Nr.        | Rytter                  | Placering  |
| 51         | Luis León Sánchez (ESP) | 10.        |
| 52         | Davide Ballerini (ITA)  | 43.        |
| 53         | Manuele Boaro (ITA)     | 57.        |
| 54         | Laurens De Vreese (BEL) | 89.        |
| 55         | Daniil Fominykh (KAZ)   | 52.        |
| 56         | Jevgenij Giditj (KAZ)   | 84.        |
| 57         | Jonas Gregaard (DEN)    | 76.        |

| Team Sunweb SUN | Team Sunweb SUN           | Team Sunweb SUN |
| --------------- | ------------------------- | --------------- |
| Nr.             | Rytter                    | Placering       |
| 61              | Cees Bol (NED)            | 46.             |
| 62              | Johannes Fröhlinger (GER) | 92.             |
| 63              | Chris Hamilton (AUS)      | 16.             |
| 64              | Jai Hindley (AUS)         | 28.             |
| 65              | Max Kanter (GER)          | DNF             |
| 66              | Michael Storer (AUS)      | 55.             |
| 67              | Max Walscheid (GER)       | 87.             |

| Team Jumbo-Visma TJV | Team Jumbo-Visma TJV    | Team Jumbo-Visma TJV |
| -------------------- | ----------------------- | -------------------- |
| Nr.                  | Rytter                  | Placering            |
| 71                   | George Bennett (NZL)    | 25.                  |
| 72                   | Robert Gesink (NED)     | 12.                  |
| 73                   | Lennard Hofstede (NED)  | DNF                  |
| 74                   | Bert-Jan Lindeman (NED) | DNF                  |
| 75                   | Tom Leezer (NED)        | 60.                  |
| 76                   | Danny van Poppel (NED)  | 99.                  |
| 77                   | Maarten Wynants (BEL)   | 77.                  |

| AG2R La Mondiale ALM | AG2R La Mondiale ALM     | AG2R La Mondiale ALM |
| -------------------- | ------------------------ | -------------------- |
| Nr.                  | Rytter                   | Placering            |
| 81                   | Pierre Latour (FRA)      | 27.                  |
| 82                   | Gediminas Bagdonas (LTU) | 90.                  |
| 83                   | Clément Chevrier (FRA)   | 26.                  |
| 84                   | Benoît Cosnefroy (FRA)   | 11.                  |
| 85                   | Nico Denz (GER)          | 20.                  |
| 86                   | Hubert Dupont (FRA)      | 69.                  |
| 87                   | Nans Peters (FRA)        | 67.                  |

| UAE Team Emirates UAD | UAE Team Emirates UAD   | UAE Team Emirates UAD |
| --------------------- | ----------------------- | --------------------- |
| Nr.                   | Rytter                  | Placering             |
| 91                    | Diego Ulissi (ITA)      | 13.                   |
| 92                    | Sven Erik Bystrøm (NOR) | 18.                   |
| 93                    | Rory Sutherland (AUS)   | 78.                   |
| 94                    | Ivo Oliveira (POR)      | DNF                   |
| 95                    | Jasper Philipsen (BEL)  | 45.                   |
| 96                    | Tadej Pogačar (SLO)     | 44.                   |
| 97                    | Jan Polanc (SLO)        | 21.                   |

| Trek-Segafredo TFS | Trek-Segafredo TFS      | Trek-Segafredo TFS |
| ------------------ | ----------------------- | ------------------ |
| Nr.                | Rytter                  | Placering          |
| 101                | Richie Porte (AUS)      | 29.                |
| 102                | William Clarke (AUS)    | 62.                |
| 103                | Koen de Kort (NED)      | 83.                |
| 104                | Ryan Mullen (IRL)       | 93.                |
| 105                | Jarlinson Pantano (COL) | 61.                |
| 106                | Kiel Reijnen (USA)      | 51.                |
| 107                | Peter Stetina (USA)     | 71.                |

| Lotto-Soudal LTS | Lotto-Soudal LTS         | Lotto-Soudal LTS |
| ---------------- | ------------------------ | ---------------- |
| Nr.              | Rytter                   | Placering        |
| 111              | Caleb Ewan (AUS)         | 2.               |
| 112              | Tomasz Marczyński (POL)  | 58.              |
| 113              | Adam Blythe (GBR)        | 85.              |
| 114              | Carl Fredrik Hagen (NOR) | 53.              |
| 115              | Adam Hansen (AUS)        | 68.              |
| 116              | Thomas De Gendt (BEL)    | 82.              |
| 117              | Rémy Mertz (BEL)         | 64.              |

| EF Education First EF1 | EF Education First EF1 | EF Education First EF1 |
| ---------------------- | ---------------------- | ---------------------- |
| Nr.                    | Rytter                 | Placering              |
| 121                    | Michael Woods (CAN)    | 31.                    |
| 122                    | Alberto Bettiol (ITA)  | 19.                    |
| 123                    | Mitchell Docker (AUS)  | 70.                    |
| 124                    | Daniel McLay (GBR)     | DNF                    |
| 125                    | Lachlan Morton (AUS)   | 54.                    |
| 126                    | Thomas Scully (NZL)    | 35.                    |
| 127                    | James Whelan (AUS)     | 72.                    |

| Katusha-Alpecin TKA | Katusha-Alpecin TKA        | Katusha-Alpecin TKA |
| ------------------- | -------------------------- | ------------------- |
| Nr.                 | Rytter                     | Placering           |
| 131                 | Alex Dowsett (GBR)         | 79.                 |
| 132                 | Jens Debusschere (BEL)     | 5.                  |
| 133                 | Ruben Guerreiro (POR)      | 15.                 |
| 135                 | Marco Haller (AUT)         | 39.                 |
| 136                 | Vjatjeslav Kuznetsov (RUS) | 30.                 |
| 137                 | Dmitrij Strakhov (RUS)     | 97.                 |

| Dimension Data TDD | Dimension Data TDD      | Dimension Data TDD |
| ------------------ | ----------------------- | ------------------ |
| Nr.                | Rytter                  | Placering          |
| 141                | Michael Valgren (DEN)   | 23.                |
| 142                | Lars Bak (DEN)          | 81.                |
| 143                | Nicholas Dlamini (RSA)  | DNF                |
| 144                | Ryan Gibbons (RSA)      | 4.                 |
| 145                | Ben O'Connor (AUS)      | 88.                |
| 146                | Scott Davies (GBR)      | DNF                |
| 147                | Tom-Jelte Slagter (NED) | 32.                |

| Korda Mentha Real Estate Australia ___ | Korda Mentha Real Estate Australia ___ | Korda Mentha Real Estate Australia ___ |
| -------------------------------------- | -------------------------------------- | -------------------------------------- |
| Nr.                                    | Rytter                                 | Placering                              |
| 151                                    | Nathan Elliott (AUS)                   | 98.                                    |
| 152                                    | Carter Turnbull (AUS)                  | DNF                                    |
| 153                                    | Ayden Toovey (AUS)                     | 56.                                    |
| 154                                    | Dylan Sunderland (AUS)                 | 22.                                    |
| 155                                    | Nicholas White (AUS)                   | 66.                                    |
| 156                                    | Michael Freiberg (AUS)                 | 59.                                    |
| 157                                    | Harry Sweeny (AUS)                     | 73.                                    |

| Bora-Hansgrohe BOH | Bora-Hansgrohe BOH        | Bora-Hansgrohe BOH |
| ------------------ | ------------------------- | ------------------ |
| Nr.                | Rytter                    | Placering          |
| 1                  | Jay McCarthy (AUS)        | 8.                 |
| 2                  | Maciej Bodnar (POL)       | 95.                |
| 3                  | Oscar Gatto (ITA)         | 96.                |
| 4                  | Gregor Mühlberger (AUT)   | DNF                |
| 5                  | Daniel Oss (ITA)          | 40.                |
| 6                  | Lukas Pöstlberger (AUT)   | 94.                |
| 7                  | Michael Schwarzmann (GER) | DNF                |

| Deceuninck-Quick Step DQT | Deceuninck-Quick Step DQT | Deceuninck-Quick Step DQT |
| ------------------------- | ------------------------- | ------------------------- |
| Nr.                       | Rytter                    | Placering                 |
| 11                        | Elia Viviani (ITA)        | 1.                        |
| 12                        | Rémi Cavagna (FRA)        | 34.                       |
| 13                        | Dries Devenyns (BEL)      | 41.                       |
| 14                        | Mikkel Honoré (DEN)       | 80.                       |
| 15                        | James Knox (GBR)          | 63.                       |
| 16                        | Michael Mørkøv (DEN)      | 7.                        |
| 17                        | Fabio Sabatini (ITA)      | 86.                       |

| Team Sky SKY | Team Sky SKY           | Team Sky SKY |
| ------------ | ---------------------- | ------------ |
| Nr.          | Rytter                 | Placering    |
| 21           | Wout Poels (NED)       | 17.          |
| 22           | Owain Doull (GBR)      | 9.           |
| 23           | Kenny Elissonde (FRA)  | 14.          |
| 24           | Christian Knees (GER)  | 50.          |
| 25           | Luke Rowe (GBR)        | 6.           |
| 26           | Pavel Sivakov (RUS)    | 36.          |
| 27           | Dylan van Baarle (NED) | 42.          |

| CCC Team CPT | CCC Team CPT             | CCC Team CPT |
| ------------ | ------------------------ | ------------ |
| Nr.          | Rytter                   | Placering    |
| 32           | Víctor de la Parte (ESP) | 65.          |
| 33           | Jakub Mareczko (ITA)     | 91.          |
| 34           | Łukasz Owsian (POL)      | 47.          |
| 35           | Joey Rosskopf (USA)      | 24.          |
| 36           | Francisco Ventoso (ESP)  | 49.          |
| 37           | Szymon Sajnok (POL)      | 48.          |

| Mitchelton-Scott MTS | Mitchelton-Scott MTS      | Mitchelton-Scott MTS |
| -------------------- | ------------------------- | -------------------- |
| Nr.                  | Rytter                    | Placering            |
| 41                   | Daryl Impey (RSA)         | 3.                   |
| 42                   | Sam Bewley (NZL)          | DNF                  |
| 43                   | Luke Durbridge (AUS)      | 75.                  |
| 44                   | Alexander Edmondson (AUS) | 38.                  |
| 45                   | Dion Smith (NZL)          | 37.                  |
| 46                   | Lucas Hamilton (AUS)      | 33.                  |
| 47                   | Robert Stannard (AUS)     | 74.                  |

| Astana AST | Astana AST              | Astana AST |
| ---------- | ----------------------- | ---------- |
| Nr.        | Rytter                  | Placering  |
| 51         | Luis León Sánchez (ESP) | 10.        |
| 52         | Davide Ballerini (ITA)  | 43.        |
| 53         | Manuele Boaro (ITA)     | 57.        |
| 54         | Laurens De Vreese (BEL) | 89.        |
| 55         | Daniil Fominykh (KAZ)   | 52.        |
| 56         | Jevgenij Giditj (KAZ)   | 84.        |
| 57         | Jonas Gregaard (DEN)    | 76.        |

| Team Sunweb SUN | Team Sunweb SUN           | Team Sunweb SUN |
| --------------- | ------------------------- | --------------- |
| Nr.             | Rytter                    | Placering       |
| 61              | Cees Bol (NED)            | 46.             |
| 62              | Johannes Fröhlinger (GER) | 92.             |
| 63              | Chris Hamilton (AUS)      | 16.             |
| 64              | Jai Hindley (AUS)         | 28.             |
| 65              | Max Kanter (GER)          | DNF             |
| 66              | Michael Storer (AUS)      | 55.             |
| 67              | Max Walscheid (GER)       | 87.             |

| Team Jumbo-Visma TJV | Team Jumbo-Visma TJV    | Team Jumbo-Visma TJV |
| -------------------- | ----------------------- | -------------------- |
| Nr.                  | Rytter                  | Placering            |
| 71                   | George Bennett (NZL)    | 25.                  |
| 72                   | Robert Gesink (NED)     | 12.                  |
| 73                   | Lennard Hofstede (NED)  | DNF                  |
| 74                   | Bert-Jan Lindeman (NED) | DNF                  |
| 75                   | Tom Leezer (NED)        | 60.                  |
| 76                   | Danny van Poppel (NED)  | 99.                  |
| 77                   | Maarten Wynants (BEL)   | 77.                  |

| AG2R La Mondiale ALM | AG2R La Mondiale ALM     | AG2R La Mondiale ALM |
| -------------------- | ------------------------ | -------------------- |
| Nr.                  | Rytter                   | Placering            |
| 81                   | Pierre Latour (FRA)      | 27.                  |
| 82                   | Gediminas Bagdonas (LTU) | 90.                  |
| 83                   | Clément Chevrier (FRA)   | 26.                  |
| 84                   | Benoît Cosnefroy (FRA)   | 11.                  |
| 85                   | Nico Denz (GER)          | 20.                  |
| 86                   | Hubert Dupont (FRA)      | 69.                  |
| 87                   | Nans Peters (FRA)        | 67.                  |

| UAE Team Emirates UAD | UAE Team Emirates UAD   | UAE Team Emirates UAD |
| --------------------- | ----------------------- | --------------------- |
| Nr.                   | Rytter                  | Placering             |
| 91                    | Diego Ulissi (ITA)      | 13.                   |
| 92                    | Sven Erik Bystrøm (NOR) | 18.                   |
| 93                    | Rory Sutherland (AUS)   | 78.                   |
| 94                    | Ivo Oliveira (POR)      | DNF                   |
| 95                    | Jasper Philipsen (BEL)  | 45.                   |
| 96                    | Tadej Pogačar (SLO)     | 44.                   |
| 97                    | Jan Polanc (SLO)        | 21.                   |

| Trek-Segafredo TFS | Trek-Segafredo TFS      | Trek-Segafredo TFS |
| ------------------ | ----------------------- | ------------------ |
| Nr.                | Rytter                  | Placering          |
| 101                | Richie Porte (AUS)      | 29.                |
| 102                | William Clarke (AUS)    | 62.                |
| 103                | Koen de Kort (NED)      | 83.                |
| 104                | Ryan Mullen (IRL)       | 93.                |
| 105                | Jarlinson Pantano (COL) | 61.                |
| 106                | Kiel Reijnen (USA)      | 51.                |
| 107                | Peter Stetina (USA)     | 71.                |

| Lotto-Soudal LTS | Lotto-Soudal LTS         | Lotto-Soudal LTS |
| ---------------- | ------------------------ | ---------------- |
| Nr.              | Rytter                   | Placering        |
| 111              | Caleb Ewan (AUS)         | 2.               |
| 112              | Tomasz Marczyński (POL)  | 58.              |
| 113              | Adam Blythe (GBR)        | 85.              |
| 114              | Carl Fredrik Hagen (NOR) | 53.              |
| 115              | Adam Hansen (AUS)        | 68.              |
| 116              | Thomas De Gendt (BEL)    | 82.              |
| 117              | Rémy Mertz (BEL)         | 64.              |

| EF Education First EF1 | EF Education First EF1 | EF Education First EF1 |
| ---------------------- | ---------------------- | ---------------------- |
| Nr.                    | Rytter                 | Placering              |
| 121                    | Michael Woods (CAN)    | 31.                    |
| 122                    | Alberto Bettiol (ITA)  | 19.                    |
| 123                    | Mitchell Docker (AUS)  | 70.                    |
| 124                    | Daniel McLay (GBR)     | DNF                    |
| 125                    | Lachlan Morton (AUS)   | 54.                    |
| 126                    | Thomas Scully (NZL)    | 35.                    |
| 127                    | James Whelan (AUS)     | 72.                    |

| Katusha-Alpecin TKA | Katusha-Alpecin TKA        | Katusha-Alpecin TKA |
| ------------------- | -------------------------- | ------------------- |
| Nr.                 | Rytter                     | Placering           |
| 131                 | Alex Dowsett (GBR)         | 79.                 |
| 132                 | Jens Debusschere (BEL)     | 5.                  |
| 133                 | Ruben Guerreiro (POR)      | 15.                 |
| 135                 | Marco Haller (AUT)         | 39.                 |
| 136                 | Vjatjeslav Kuznetsov (RUS) | 30.                 |
| 137                 | Dmitrij Strakhov (RUS)     | 97.                 |

| Dimension Data TDD | Dimension Data TDD      | Dimension Data TDD |
| ------------------ | ----------------------- | ------------------ |
| Nr.                | Rytter                  | Placering          |
| 141                | Michael Valgren (DEN)   | 23.                |
| 142                | Lars Bak (DEN)          | 81.                |
| 143                | Nicholas Dlamini (RSA)  | DNF                |
| 144                | Ryan Gibbons (RSA)      | 4.                 |
| 145                | Ben O'Connor (AUS)      | 88.                |
| 146                | Scott Davies (GBR)      | DNF                |
| 147                | Tom-Jelte Slagter (NED) | 32.                |

| Korda Mentha Real Estate Australia ___ | Korda Mentha Real Estate Australia ___ | Korda Mentha Real Estate Australia ___ |
| -------------------------------------- | -------------------------------------- | -------------------------------------- |
| Nr.                                    | Rytter                                 | Placering                              |
| 151                                    | Nathan Elliott (AUS)                   | 98.                                    |
| 152                                    | Carter Turnbull (AUS)                  | DNF                                    |
| 153                                    | Ayden Toovey (AUS)                     | 56.                                    |
| 154                                    | Dylan Sunderland (AUS)                 | 22.                                    |
| 155                                    | Nicholas White (AUS)                   | 66.                                    |
| 156                                    | Michael Freiberg (AUS)                 | 59.                                    |
| 157                                    | Harry Sweeny (AUS)                     | 73.                                    |